# 王增
王增（？—？），字方川、号芳洲、西霞，浙江绍兴府会稽人，清朝政治人物，榜眼及第。
乾隆三十六年（1771年），登进士一甲第二名，授翰林院编修。乾隆四十五年，任会试同考官。乾隆五十年，降职任河南祥符县知县。后改永州府新田县知县。累升怀庆府通判。著有《迟云书屋诗遗》。